# Melangyna novaezelandiae
Melangyna novaezelandiae är en tvåvingeart som först beskrevs av Macquart 1855.  Melangyna novaezelandiae ingår i släktet flickblomflugor, och familjen blomflugor. Inga underarter finns listade i Catalogue of Life.